# Reda Mansour

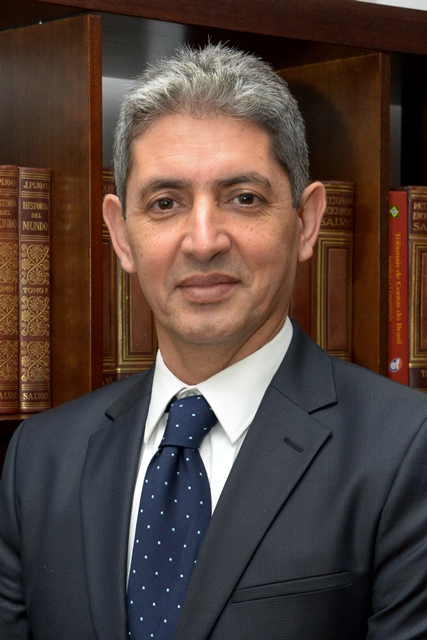
Botschafter Reda Mansour

Reda Mansour (arabisch رضا منصور, DMG Riḍā Manṣūr; hebräisch רדא מנצור; * 1965 in Isfiya, Israel) ist ein israelischer Dichter, Historiker und Diplomat. Er veröffentlichte drei Gedichtbände in hebräischer Sprache und erhielt den Miller Award der Universität Haifa Miller Award sowie ein staatliches Stipendium für junge Autoren.

## Leben
Mansour wurde in einem drusischen Dorf im Norden Israels geboren. Er ist Ph. D.-Kandidat am Middle East History Department der Universität Haifa und Absolvent der John F. Kennedy School of Government (Harvard). Er studierte Spanisch an der Universität Salamanca.
Reda Mansour besuchte in Haifa das Leo-Baeck-Erziehungszentrum und studierte an der Universität Technion. In dieser Zeit war er in verschiedenen Organisationen aktiv, deren Ziel die interkulturelle Verständigung ist.
Er ist der erste nichtjüdische Autor in Israel, der ausschließlich in hebräischer Sprache schreibt. Seine Kurzgeschichte Jumblat in der Negev erhielt eine Auszeichnung der Zeitung Haaretz. Er hat auch an Poesie-Festivals in zahlreichen Ländern teilgenommen.

### Tender Leafs of Conscience
Diese Gedichtsammlung in hebräischer Sprache verfasste er in den Jahren 1998 bis 2002 in verschiedenen Ländern. Die Gedichte handeln von der Natur und ihrem Einfluss auf die Menschen. Er verbindet dabei arabische und jüdische Traditionen mit Einflüssen der amerikanischen Literatur.

### Diplomatische Karriere und politische Aktivitäten
Bereits mit 35 Jahren wurde Mansour, der fünf Sprachen beherrscht, Botschafter Israels in Ecuador. Zuvor war er Mitarbeiter der israelischen Botschaft in Portugal und Konsul in San Francisco. Er war Generalkonsul für den Südosten der Vereinigten Staaten in Atlanta und ist seit August 2014 israelischer Botschafter in Brasilien. 2015 erhielt er die Ehrenbürgerschaft von Brasília, Distrito Federal.
Reda Mansour setzt sich in Israel in zahlreichen Nichtregierungsorganisationen für die Förderung des Dialogs zwischen den Arabern und Juden ein. Er unterhält Kontakte zu gemäßigten Moslemführern in Europa mit dem Ziel der Verurteilung von Islamismus, Terror und Antisemitismus.